# Hieronyma jamaicensis
L'Hieronyma jamaicensis és una espècie de planta de la família Phyllanthaceae, que es va separar recentment de la família Euphorbiaceae. És endèmic de Jamaica. Està amenaçada per pèrdua d'hàbitat.